# Jared Goff
Jared Thomas Goff, född 14 oktober 1994 i Novato i Kalifornien, är en amerikansk utövare av amerikansk fotboll som spelar quarterback för Detroit Lions i National Football League (NFL). Goff draftades som första spelaren av Rams i 2016 års draft. 2021 ingick Goff i en stor trade mellan Rams och Lions, där rams fick quarterback Matthew Stafford i utbyte mot Goff och draft picks.

## Biografi
Goff växte upp i Kalifornien men har såväl norskt som svenskt påbrå. 